# Pharaphodius okatumbanus
Pharaphodius okatumbanus är en skalbaggsart som beskrevs av Vladimir Balthasar 1942. Pharaphodius okatumbanus ingår i släktet Pharaphodius och familjen Aphodiidae. Inga underarter finns listade i Catalogue of Life.